# Théophile De Donder
Théophile Ernest de Donder (19. srpna 1872 v Bruselu – 11. května 1957 v Bruselu) byl belgický matematik, fyzik a chemik. V roce 1923 vypracoval svou definici chemické afinity a poukázal na spojení mezi chemickou afinitou a Gibbsovou volnou energií. Je považován za jednoho z průkopníků nerovnovážné termodynamiky a spoluzakladatele bruselské školy termodynamiky. De Donder podporoval relativistické teorie Alberta Einsteina a stal se dokonce jeho přítelem.
Jeho výzkum se pohyboval mezi matematikou a chemií. Zahrnoval variační počet, teorii relativity, elektromagnetismus, vlnovou mechaniku, termodynamiku a chemickou afinitu. Za svůj život publikoval vice než 100 vědeckých článků a pojednání.
De Donderovo dílo později dále rozvinul rusko-belgický chemik Ilya Prigogine, který v tomto výzkumu pokračoval a v roce 1977 mu za to byla udělena Nobelova cena za chemii. Dalšími významnými de Donderovými žáky byli Jules Géhéniau a Léon Van Hove.

## Vzdělání a kariera
De Donder se narodil 19 . srpna 1872 v Bruselu. Otec byl učitelem na základní škole a i jeho syn se zpočátku věnoval této profesi. Vedle pedagogické práce však pokračoval ve vědeckém vzdělávání a v roce 1899 získal doktorát z fyziky na Svobodné univerzitě v Bruselu (Université libre de Bruxelles) za práci nazvanou Sur la Théorie des Invariants Intégraux (O teorii integrálních invariantů). De Donder se také celoživotně zajímal o kulturu a byl erudovaným hudebníkem a vynikajícím klavíristou.
V roce 1911 byl jmenován profesorem na Université Libre de Bruxelles v Bruselu, takže se mohl vzdát pedagogické činnosti jako způsobu obživy a věnovat se především vědě. Pracoval tam až do roku 1942 a zpočátku pokračoval v díle francouzských matematiků Henriho Poincarého a Élie Cartana.
De Donder byl spoluzakladatelem Belgické matematické společnosti. V roce 1929 byl přijat na Královskou belgickou akademii (Académie royale de Belgique), která od roku 1958 uděluje každé tři roky Cenu Théophila De Dondera za vynikající práci v oblasti matematické fyziky.

## Výzkum

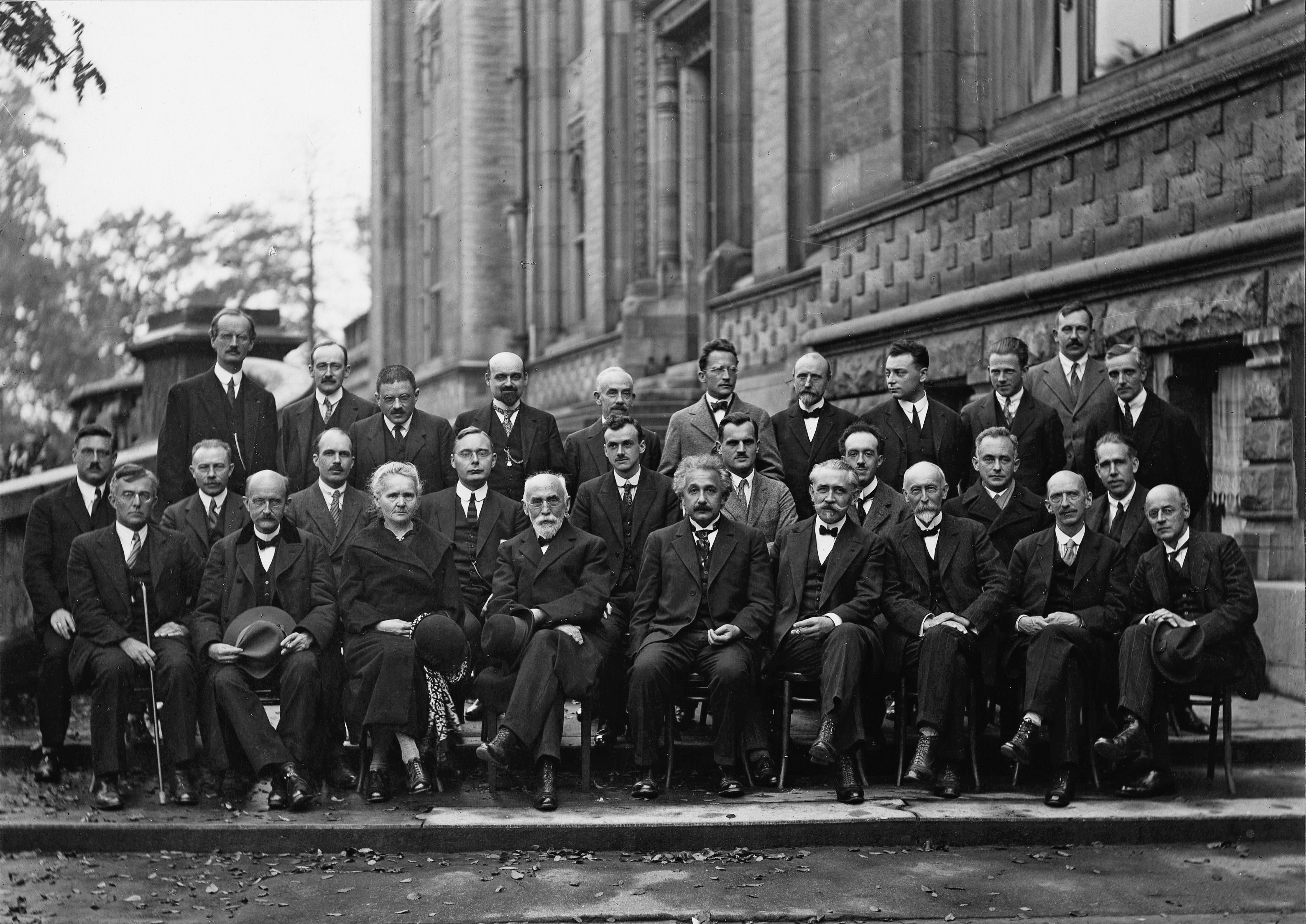
Konference v Mezinárodním Solvayově institutu pro fyziku v Belgii v roce 1927, Théophile de Donder v poslední řadě jako pátý zleva. Ostatní účastníci odzadu dopředu a zleva doprava: 3. řadaAuguste Piccard, Émile Henriot, Paul Ehrenfest, Édouard Herzen, Théophile de Donder, Erwin Schrödinger, Jules-Émile Verschaffelt, Wolfgang Pauli, Werner Heisenberg, Ralph Howard Fowler, Léon Brillouin, 2. řada Peter Debye, Martin Knudsen, William Lawrence Bragg, Hendrik Kramers, Paul Dirac, Arthur Compton, Louis de Broglie, Max Born, Niels Bohr, 1. řada Irving Langmuir, Max Planck, Marie Skłodowska Curie, Hendrik Lorentz, Albert Einstein, Paul Langevin, Charles Eugène Guye, Charles Thomson Rees Wilson, Owen Willans Richardson.

De Donderovy vědecké zájmy spočívaly na jedné straně v oblasti obecné teorie relativity, kde byl v úzkém přátelském kontaktu s Albertem Einsteinem, a na druhé straně v oblasti termodynamiky. Zajímal se zejména o termodynamiku nerovnovážných dějů.
Od roku 1914 byl ovlivněn prací Alberta Einsteina a byl nadšeným zastáncem jeho teorie relativity. Později se stal jeho spolupracovníkem a přítelem. Od roku 1926 začal s výzkumem vlnové mechaniky, ale zůstal věrný duchu obecné teorie relativity. V roce 1927 byl společně s ním účastníkem páté Solvayovy konference o fyzice, která se konala v Mezinárodním Solvayově institutu pro fyziku v Belgii.
V roce 1923 vypracoval svou definici chemické afinity a poukázal na spojení mezi chemickou afinitou a Gibbsovou volnou energií. Je považován za jednoho z průkopníků nerovnovážné termodynamiky. Svou prací o termodynamice a afinitě se také podílel na založení matematické chemie.

De Donder také pokračoval v práci matematiků Henriho Poincarého a Elie Cartana, kteří popsali integrální varianty. De Donder tento pojem rozšířil a zobecnil. Byl přesvědčen o důležitosti matematiky a považoval ji za vědecký jazyk nebo dokonce božský jazyk. To dokládá jeden z jeho citátů:
| „ | Matematická fyzika představuje nejčistší obraz, jaký může pohled na přírodu v lidské mysli vytvořit; tento obraz představuje veškerý charakter uměleckého produktu; plodí nějakou jednotu, to je pravda a má kvalitu vznešenosti; tento obraz je pro fyzickou přírodu tím, čím je hudba pro tisíce zvuků, kterých je vzduch plný… | “ |

## Bibliografie

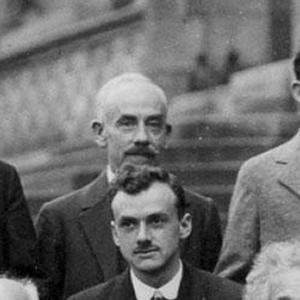
Théophile de Donder vzadu za Paul Diracem